# Аул Крик (Вајоминг)
Аул Крик (енгл. Owl Creek) насељено је место без административног статуса у америчкој савезној држави Вајоминг.

## Демографија
По попису из 2010. године број становника је 5, што је 6 (-54,5%) становника мање него 2000. године.
| Група             | 2000.       | 2010.      |
| Белци             | 11 (100,0%) | 5 (100,0%) |
| Афроамериканци    | 0 (0,0%)    | 0 (0,0%)   |
| Азијати           | 0 (0,0%)    | 0 (0,0%)   |
| Хиспаноамериканци | 0 (0,0%)    | 0 (0,0%)   |
| Укупно            | 11          | 5          |